# Dordżsürengijn Mönchbajar
Dordżsürengijn Mönchbajar, mong. Доржсүрэнгийн Мөнхбаяр  (ur. 9 lipca 1969 w Ułan Bator) – niemiecka, a wcześniej mongolska strzelczyni sportowa, dwukrotna brązowa medalistka olimpijska, dwukrotna mistrzyni świata.
Specjalizuje się w strzelaniu z pistoletu sportowego i pneumatycznego. Brązowa medalistka igrzysk olimpijskich w 2008 roku w Pekinie i szesnaście lat wcześniej w 1992 roku w Barcelonie w konkurencji pistoletu sportowego.
Mistrzyni świata w konkurencji pistoletu pneumatycznego 10 m w 1998 roku i pistoletu sportowego 25 m w 2002 roku.
Mieszka w Monachium i od 2002 roku startuje w barwach Niemiec.